# Amiral Zakharov (destroyer)
L'Amiral Zakharov est un destroyer de la classe Oudaloï ayant servi dans la marine russe, nommé d'après l'amiral Mikhaïl Zakharov.

## Historique
Sa quille est posée le 16 octobre 1981, il est lancé le 4 novembre 1982 par le chantier naval Iantar à Kaliningrad et mis en service le 30 décembre 1983. Le 18 janvier 1984, le navire rejoint la flotte du Pacifique. Le pavillon est hissé le 25 mars 1984.
En 1985, l'Amiral Zakharov est considéré comme le meilleur navire de la flotte de la Baltique dans le cadre de l'escadron balte de forces hétérogènes (commandant — capitaine de 2e rang Viktor Vladimirovitch Onofritchouk).
En 1987, le navire fait la transition vers la flotte du Pacifique. Du 21 au 25 octobre 1987, il effectue des visites à Luanda en Angola, puis du 6 au 11 novembre à Maputo au Mozambique, du 17 au 23 novembre à Victoria aux Seychelles et du 29 au 3 décembre le navire accoste à Bombay en Inde.
Entre le 12 et le 16 mai 1988, dans le cadre d'un détachement de navires sous le pavillon du commandant de la flotte du Pacifique, l'amiral G. A. Khvatov, le navire s'engage dans une coopération technique et un échange de visites entre les navires de la marine soviétique et la RPDC, tout en effectuant également une visite officielle à Wonsan. Au cours de l'hiver 1988-1989, le navire entreprend diverses tâches de service de combat dans le golfe Persique.
En février 1989, le navire, avec la base flottante Ivan Kolyshkin, les dragueurs de mines Contre-amiral Pershin, Kharkovsky Komsomolets et Vice-amiral Joukov, effectue la mission de protection de la navigation pacifique de l'URSS dans la zone du golfe Persique.
Arrivée fin 1988, le 23 février 1989, il escorte six convois de 15 navires (où le commandant de l'unité de combat de navigation, le lieutenant-commandant Alexandre Marchenko, s'est distingué).
Lors de son service dans le 8e escadron opérationnel (automne 1988-hiver 1989), l'Amiral Zakharov escorte 21 navires en huit convois (selon d'autres sources, 53 navires en 23 convois). Le navire est alors commandé par le capitaine du 2e rang A. V. Piskounov.
D'août 1990 à février 1991, l'Amiral Zakharov effectue un service de combat dans la région de la mer de Chine méridionale, temporairement basé à Cam Ranh. Au cours de ce service, l'équipage installe deux supports de mitrailleuse de type 2M-7 avec des mitrailleuses KPV de 14,5 mm sur le toit du pont.
Le 17 février 1991, à 11 heures 42 minutes (heure locale), lors de son transit vers Vladivostok (dans la baie d'Oussouri, à 7,4 kilomètres du cap Sysoev), une explosion dans la salle des machines arrière de l'Amiral Zakharov provoque un important incendie (en raison du dépassement de la vitesse maximale de la turbine à hélice (TV) de la postcombustion, elle fut détruite et des fragments dispersés dans toute la salle des machines arrière).
L'un des fragments perce le réservoir de carburant (situé sous le moteur) et le fond du navire, permettant à l'eau de mer de pénétrer dans le réservoir, ce qui force le carburant dans la salle des machines arrière. À la suite de l'incendie, un membre d'équipage est décédé et cinq ont été hospitalisés pour diverses blessures et brûlures. La lutte contre l'incendie a duré 30 heures.
La réparation de l'Amiral Zakharov, qui a presque complètement brûlé la salle des machines arrière, est jugée inopportune, et le navire est radié et placé en réserve de 2e catégorie. Le 29 septembre 1994, il est mis à quai à Vladivostok pour y être soudé afin de le préparer au transfert prochain dans le service des ventes de biens militaires en vue d'une démolition navale.
Le navire est démoli au chantier naval Chazhminsky au début des années 2000.

## Galerie

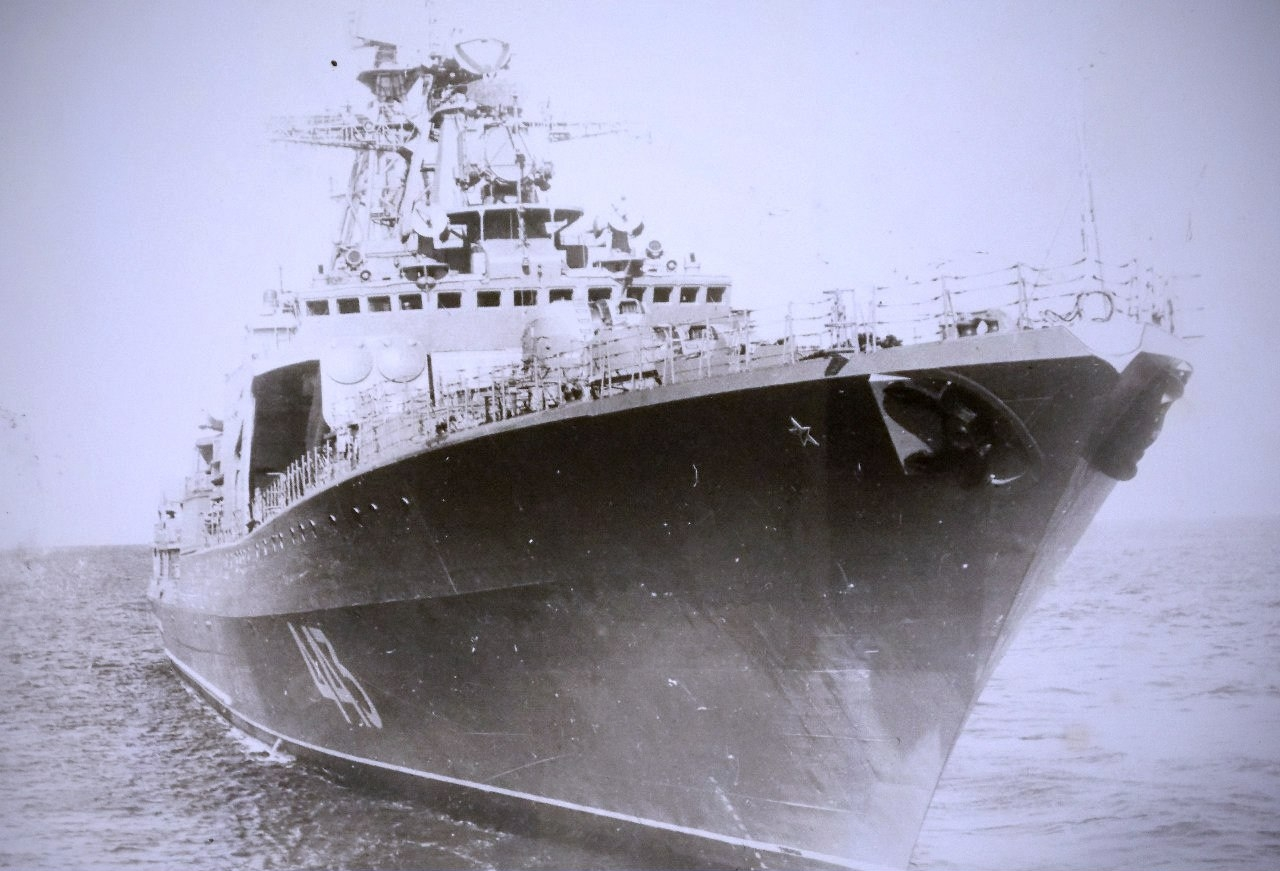
L'Amiral Zakharov à date inconnue.
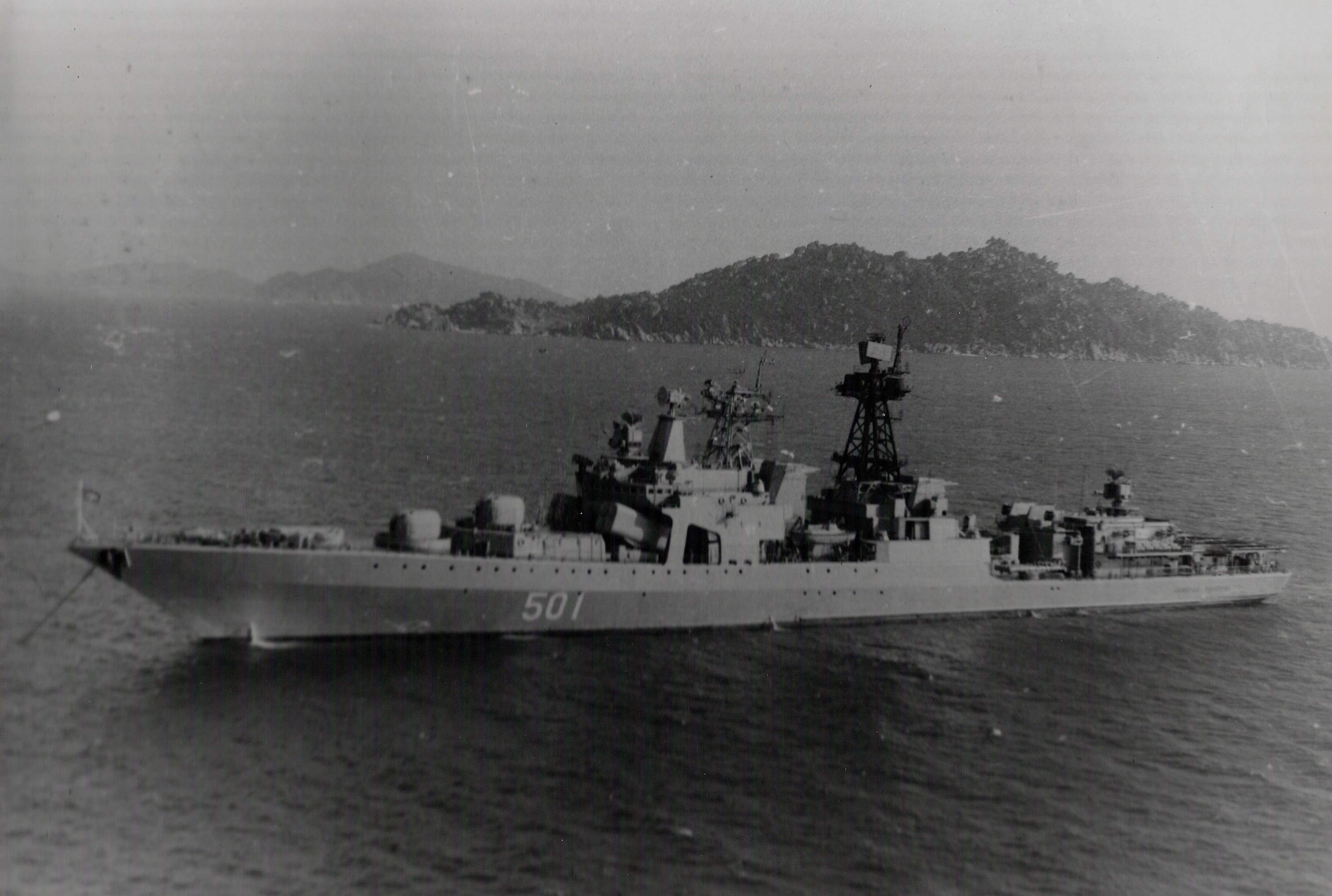
L'Amiral Zakharov en 1983.
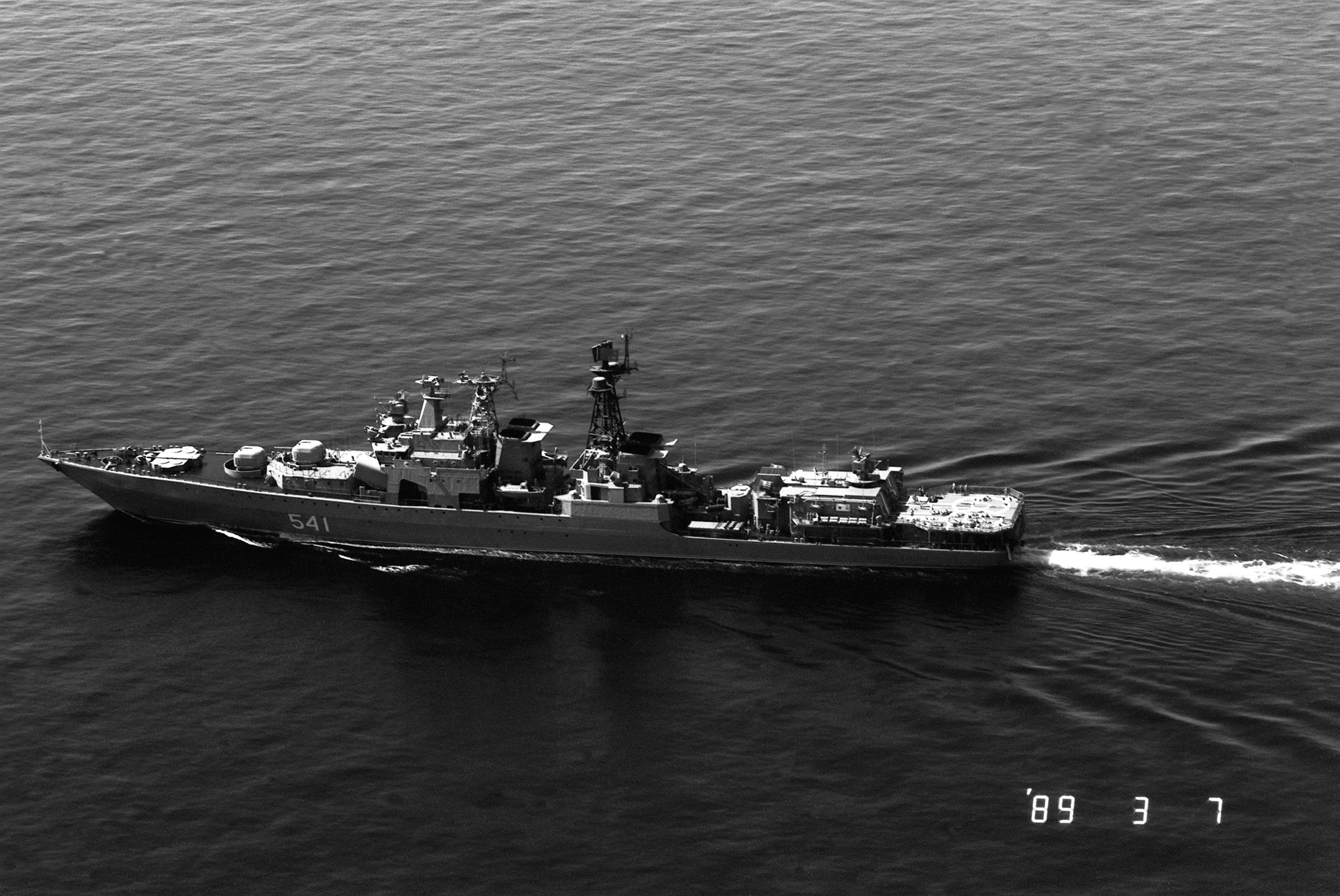
L'Amiral Zakharov en transit le 7 mars 1989.
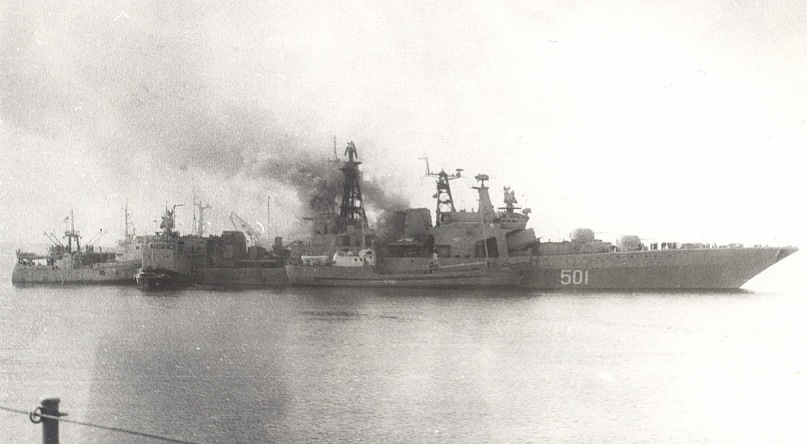
L'Amiral Zakharov le 17 janvier 1992.